# Zawietrzność

Zawietrzność to tendencja jachtu do odpadania spowodowana przesunięciem SOż w kierunku dziobu względem SBO.

Dwie metody przesuwania SOż w kierunku dziobu poprzez a) wybranie żagli przednich, wyluzowanie tylnych, b) zrzucenie żagli tylnych.

Dwie metody przesuwania SBO w kierunku rufy poprzez a) przegłębienie rufy, b) podniesienie płetwy mieczowej.

Zawietrzność – zjawisko występujące na statkach z napędem żaglowym, polegające na dążeniu jednostki do skręcania w kierunku przeciwnym do kierunku, z którego wieje wiatr (odpadania), mimo neutralnego położenia steru. Zachowanie takie jest spowodowane brakiem zrównoważenia żaglowego, co może być stałą cechą jednostki, lub skutkiem celowego działania.

## Przyczyna zawietrzności
Równowaga kursowa jachtu zależy od wzajemnego położenia środka ożaglowania (SOż) oraz środka bocznego oporu SBO. W ogólności zawietrzność występuje, gdy SOż przesunięty jest w kierunku dziobu względem SBO. Powstaje wtedy moment powodujący odpadanie jachtu.
Wpływ na powstawanie zawietrzności ma zarówno ożaglowanie jak i kształt części podwodnej kadłuba. Zawietrzność uznaje się zwykle za cechę niepożądaną, stwarzającą zagrożenie w przypadku utraty kontroli nad sterem - jednostka zaczyna wówczas zmieniać szybko kurs na pełniejszy. Może to spowodować nadmierny przechył wywołany wzrostem siły przechylającej i w skrajnych przypadkach wywrotkę jednostki. Stała zawietrzność jachtu utrudnia manewrowanie i wymaga stałego wychylenia steru od pozycji neutralnej, co zwiększa opór hyrodynamiczny jednostki.

## Sposoby wywoływania zawietrzności
Istnieją sposoby celowego wywoływania zawietrzności jachtu poprzez działanie sternika lub całej załogi. W ogólności sprowadzają się one do wpływania na położenie SOż lub SBO. Poniżej opisano kilka z nich.
Działania mające na celu przesunięcie SOż w kierunku dziobu:
- Wybranie żagli przednich i wyluzowanie żagli tylnych.
- Zrzucenie żagli tylnych.

Działania mające na celu przesunięcie SBO w kierunku rufy:
- Przegłębienie rufy poprzez przesunięcie balastu.
- Podniesienie płetwy mieczowej.

Podczas projektowania jachtu konstruktor stara się zaplanować ożaglowanie dla jednostki oraz kształt kadłuba w taki sposób, aby jacht był zrównoważony, jednakże w przypadkach samodzielnych modyfikacji takich jak np. zmiana ożaglowania (jego typu, powierzchni, czy kroju) lub kształtu kadłuba, może wystąpić nawietrzność lub zawietrzność jednostki.
Zjawiskiem przeciwnym zawietrzności jest nawietrzność, a w transporcie lądowym zjawiskami podobnymi do nich są nadsterowność i podsterowność.